# Borolia acutangulata
Borolia acutangulata är en fjärilsart som beskrevs av M.Gaede 1916. Borolia acutangulata ingår i släktet Borolia och familjen nattflyn. Inga underarter finns listade i Catalogue of Life.